# Puchýřnatec
Puchýřnatec (Physostigma) je rod rostlin z čeledi bobovité (Fabaceae). Zahrnuje asi 4 druhy bylin, polokeřů a lián s trojčetnými listy, rozšířených výhradně v tropické Africe. Semena puchýřnatce jedovatého, známá jako kalabarský bob, jsou zdrojem jedovatého alkaloidu fysostigminu, který má využití v lékařství.

## Popis
Puchýřnatce jsou přímé nebo popínavé byliny a polokeře se zpeřeně trojčetnými listy s vytrvalými palisty a palístky. Květy jsou motýlovité, bílé až purpurové, velké a nápadné, uspořádané v mnohakvětých úžlabních nebo vrcholových, hroznovitých až latovitých květenstvích. Kalich je dvoupyský, zakončený 5 zuby. Pavéza je na bázi ouškatá, bez přívěsků, člunek je zobanitý a spirálně stočený, na bázi s ostruhou. Tyčinek je 10 a jsou dvoubratré (9 + 1). Semeník je tenký a obsahuje 2 až 12 vajíček. Čnělka je stočená, ve spodní části ztenčená a v horní ztlustlá, se zešikmenou bliznou nesoucí přívěsek. Plodem je podlouhlý lusk pukající 2 chlopněmi, často zakřivený. Semena jsou malá nebo velká, elipsoidní až válcovitá.

## Rozšíření
Rod puchýřnatec zahrnuje 4 nebo 5 druhů. Je rozšířen výhradně v subsaharské Africe, od okolí Guinejského zálivu v západní Africe po Angolu a Mosambik.
Puchýřnatce se vyskytují zejména v tropických mokřinách a poříční vegetaci, rovněž na savanách a v řídkých lesích v oblastech se sezónním obdobím sucha.

## Zástupci
- puchýřnatec jedovatý (Physostigma venenosum)

## Význam
Semena puchýřnatce jedovatého (Physostigma venenosum) jsou známa jako kalabarský bob. Obsahují indolové alkaloidy, zejména fysostigmin, který se řadí k nejprudším jedům. Tato látka se v lékařství používá jako protijed při otravách atropinem, alkoholem ap. a lokálně v očním lékařství.